# 491

491(사백구십일)은 490보다 크고 492보다 작은 자연수다.

## 수학
- 94번째 소수(素數)다. 앞의 소수는 487, 다음 소수는 499다.
  - 25번째 소피 제르맹 소수(↔ 983)다. 앞의 소피 제르맹 소수는 443, 다음은 509다.
  - 베르누이 수의 분자 {\displaystyle B_{292}}를 나눌 수 있는 비정규 소수다.
- {\displaystyle 491=3^{2}+11^{2}+19^{2}}
  - 공차가 8인 세 자연수의 제곱합으로 나타낼 수 있는 수다. 이 성질을 지닌 앞의 수는 428, 다음 수는 560이다.
  - 서로 다른 세 소수의 제곱합으로 나타낼 수 있는 7번째 소수다. 이 성질을 지닌 앞의 수는 467, 다음 수는 563이다. (OEIS의 수열 A182479)

## 과학
- NGC 491(영어판): 조각가자리 방향에 있는 막대나선은하.

## 교통
- 일본 491번 국도(일본어판): 야마구치현 시모노세키시에서 나가토시까지 이어지는 일본의 국도.
- 현도 제491호선

## 군사
- LST-491(영어판): 제2차 세계 대전에 사용된 미국의 전차상륙함.

## 문화유산
- 대한민국의 보물 제491호: 양산 용화사 석조여래좌상
- 대한민국의 사적 제491호: 영주 금성대군 신단

## 기타
- 연도: 491년, 기원전 491년